# Indira Gandhi Zoological Park
Koordinaten: 17° 46′ 9″ N, 83° 21′ 0″ O

Blick in die Schmetterlingsfreiflughalle

Der Indira Gandhi Zoological Park ist ein Zoo in der Nähe der Hafenstadt Visakhapatnam im indischen Bundesstaat Andhra Pradesh. Er umfasst eine Gesamtfläche von 625 Acres (ca. 253 Hektar) und enthält neben den Anlagen für Tiere auch ausgedehnte Wald- und Parkanlagen. Der Name des Zoos ehrt die ehemalige indische Premierministerin Indira Gandhi.

## Geschichte und geographische Lage
Der Indira Gandhi Zoological Park befindet sich inmitten des Seethakonda Reserve Forest. Erschließungsarbeiten für den Zoo begannen im Jahr 1972, nachdem das Wildtierschutzgesetz (Wildlife Protection Act) des Staates in Kraft getreten war. Am 19. Mai 1977 wurde der Zoo der Öffentlichkeit zugänglich gemacht. Er liegt in den Ostghats, umgeben von landschaftlich reizvollen Hügeln am Golf von Bengalen. Da die Fläche große Waldgebiete enthält, leben dort auch viele frei lebende Tiere, im Besonderen viele Vogelarten, die zuweilen aus dem angrenzenden Kambalakonda Wildlife Sanctuary zuwandern.

## Tierbestand
Im Indira Gandhi Zoological Park werden Säugetiere, Reptilien, Fische, Vögel sowie Schmetterlinge aller Kontinente in über 800 Exemplaren gezeigt. Es wird Wert darauf gelegt, dass die Anlagen so gestaltet sind, dass sie den natürlichen Lebensräumen der Tiere weitgehend ähneln. Nachfolgende Bilder zeigen einige ausgewählte Tierarten aus dem Bestand des Zoos der Jahre 2009 bis 2016.

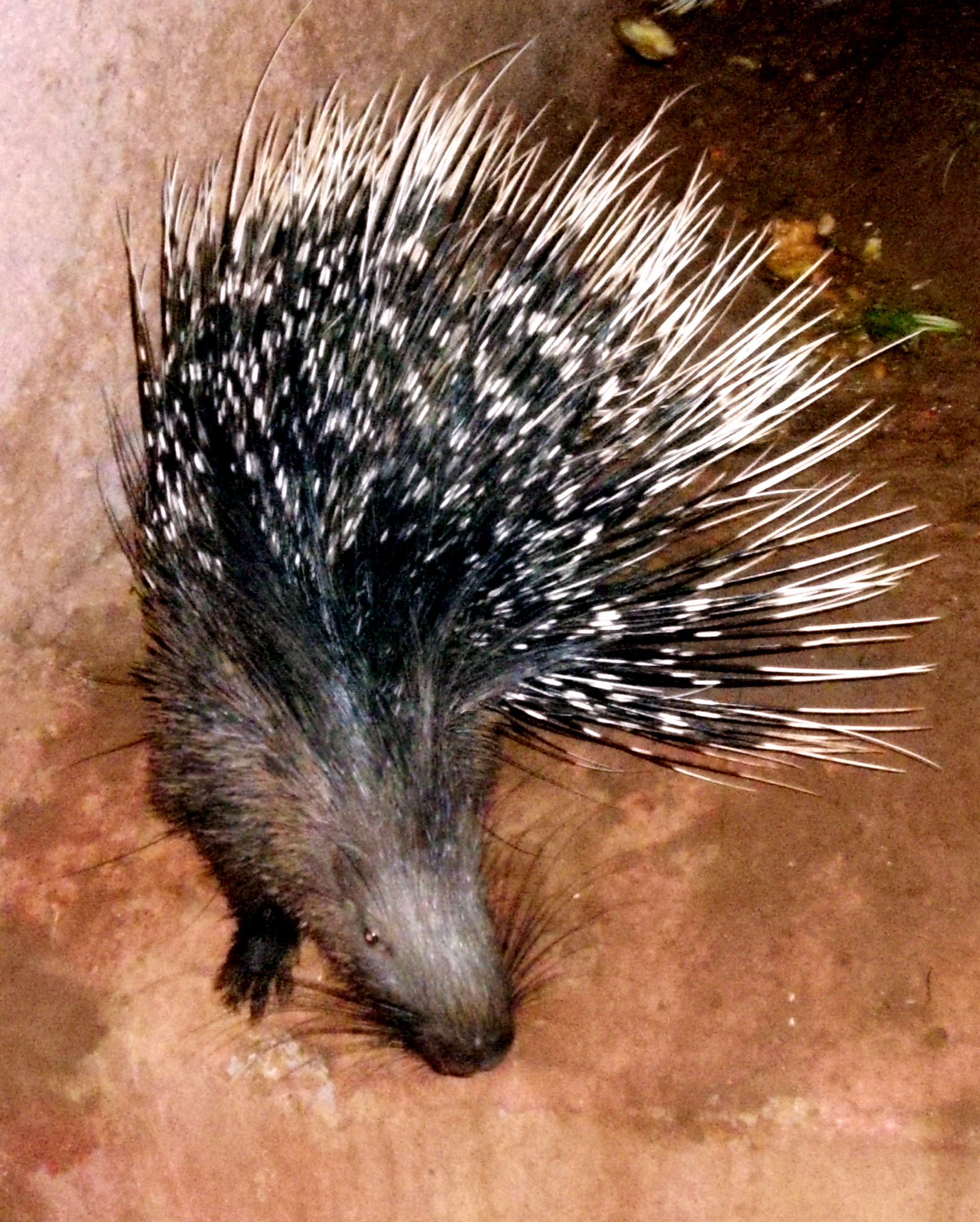
Indisches Weißschwanz-Stachelschwein (Hystrix indica)
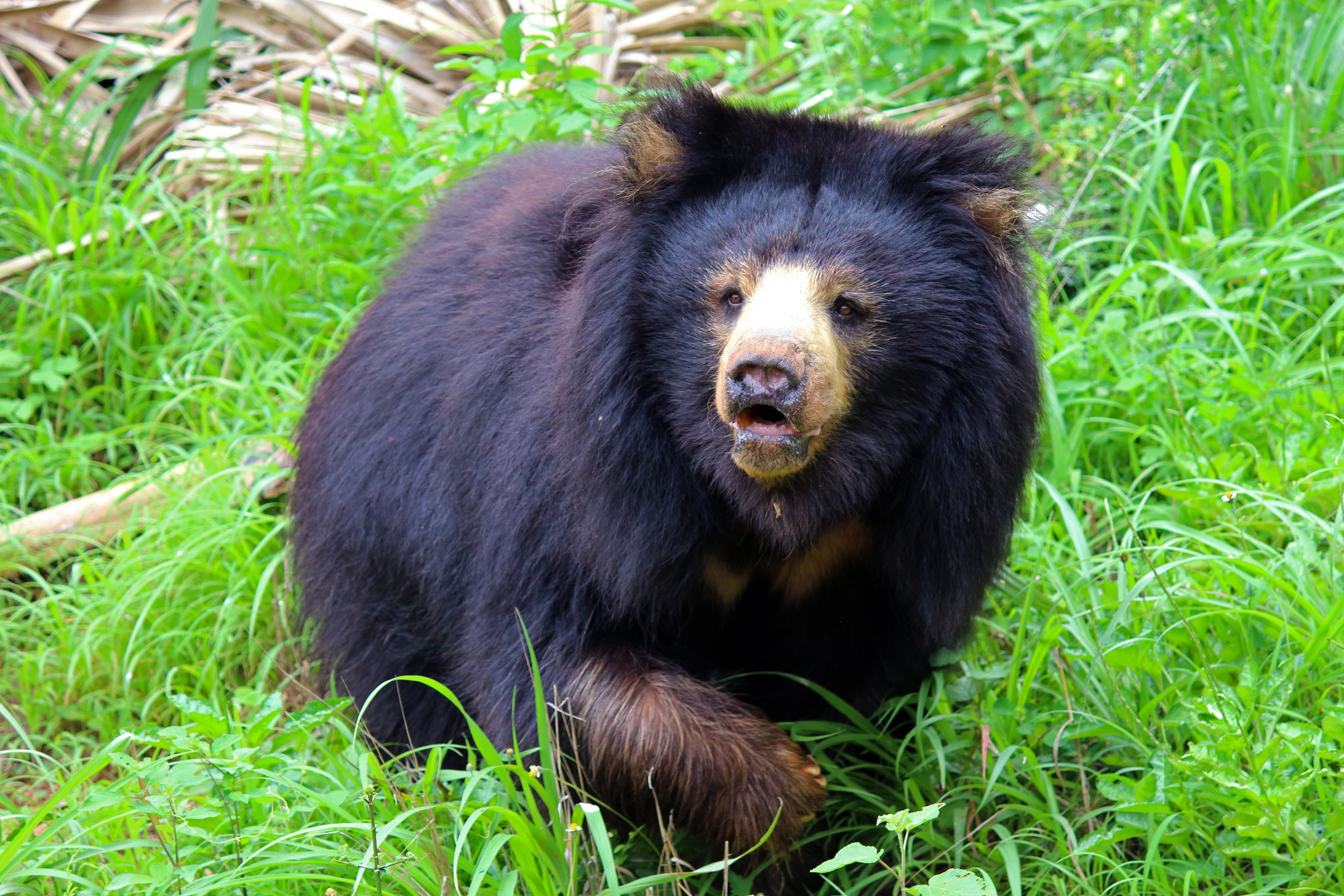
Kragenbär (Ursus thibetanus)
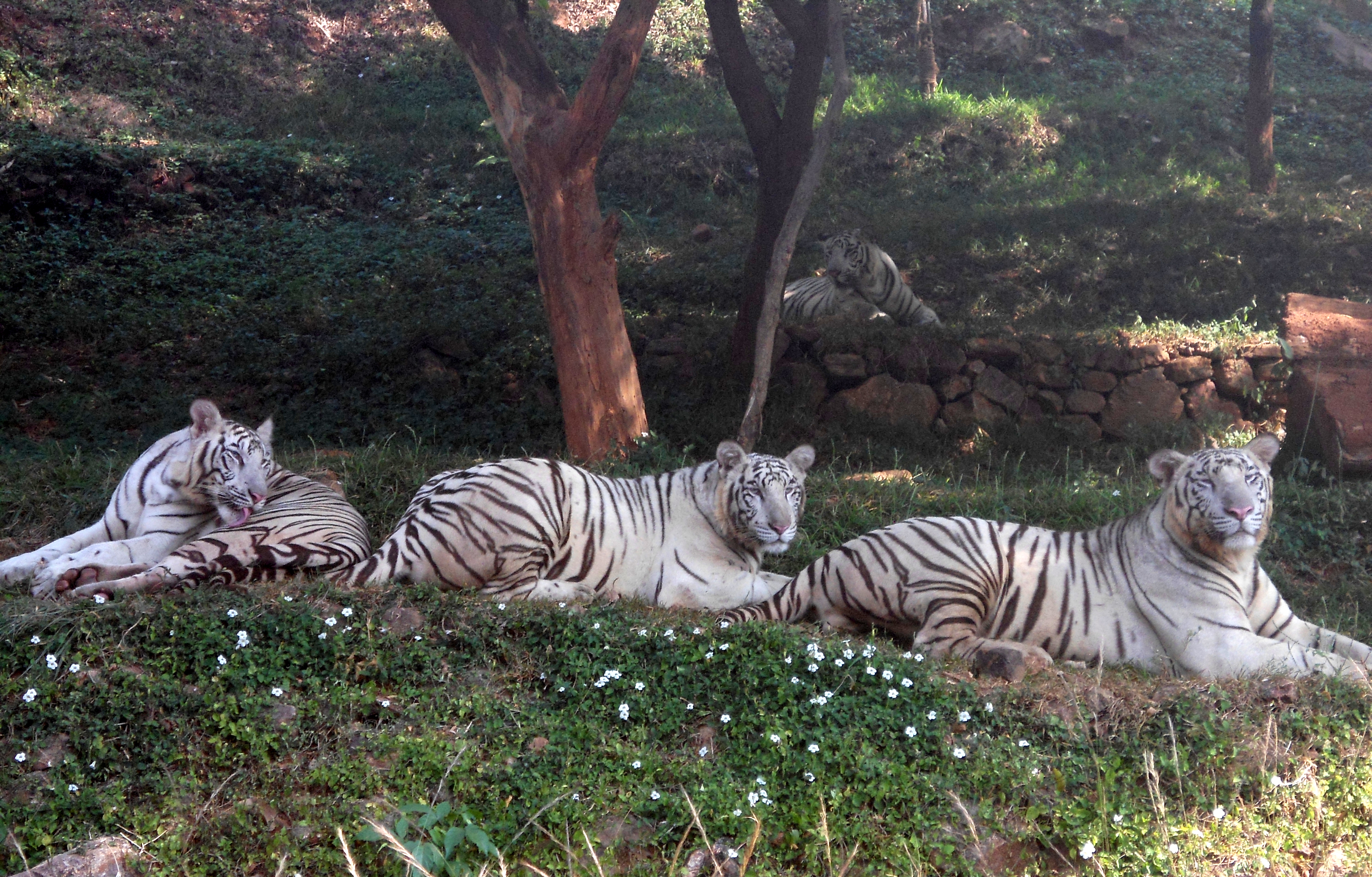
Weiße Königstiger (Panthera tigris tigris)
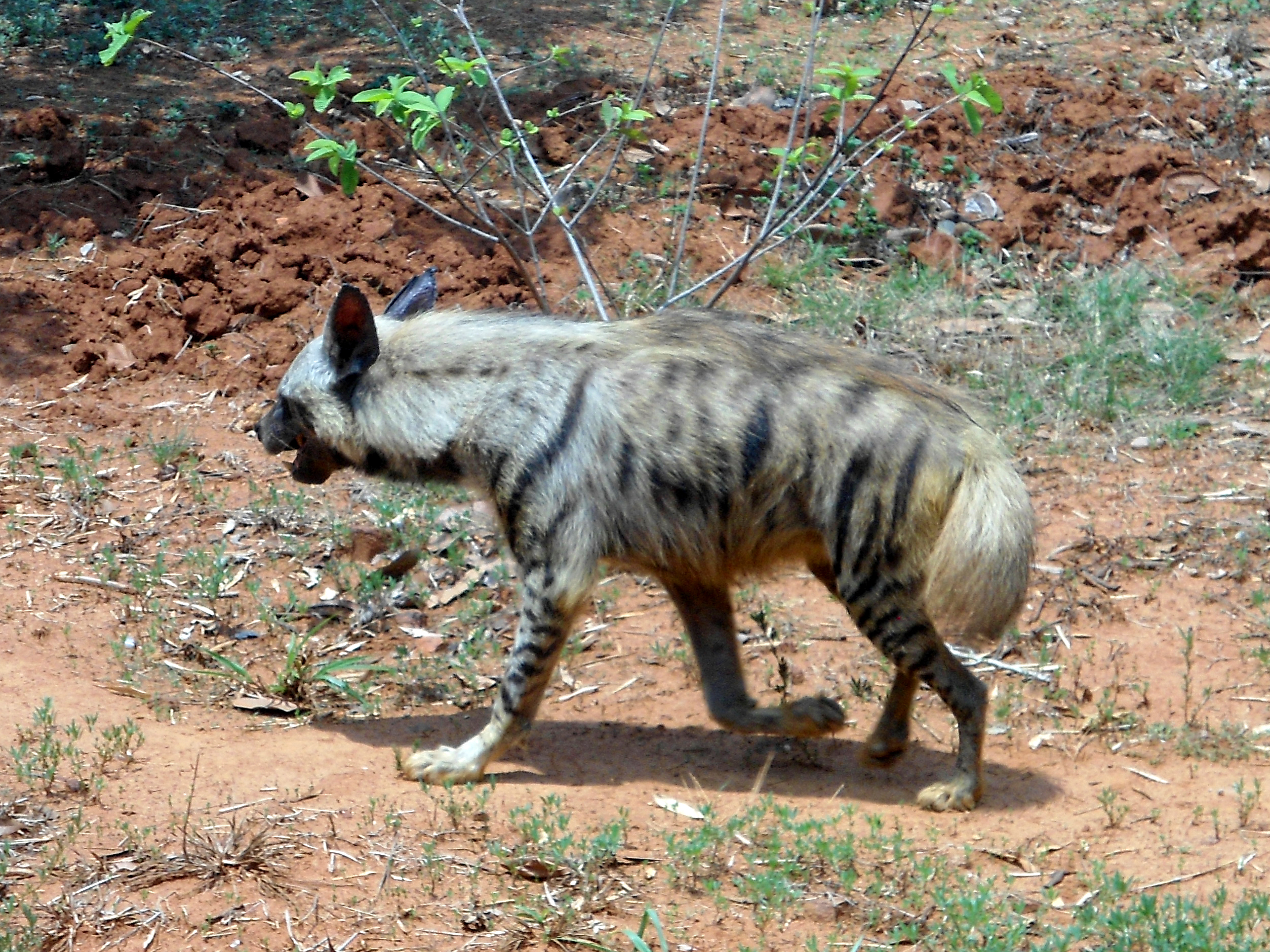
Streifenhyäne (Hyaena hyaena)
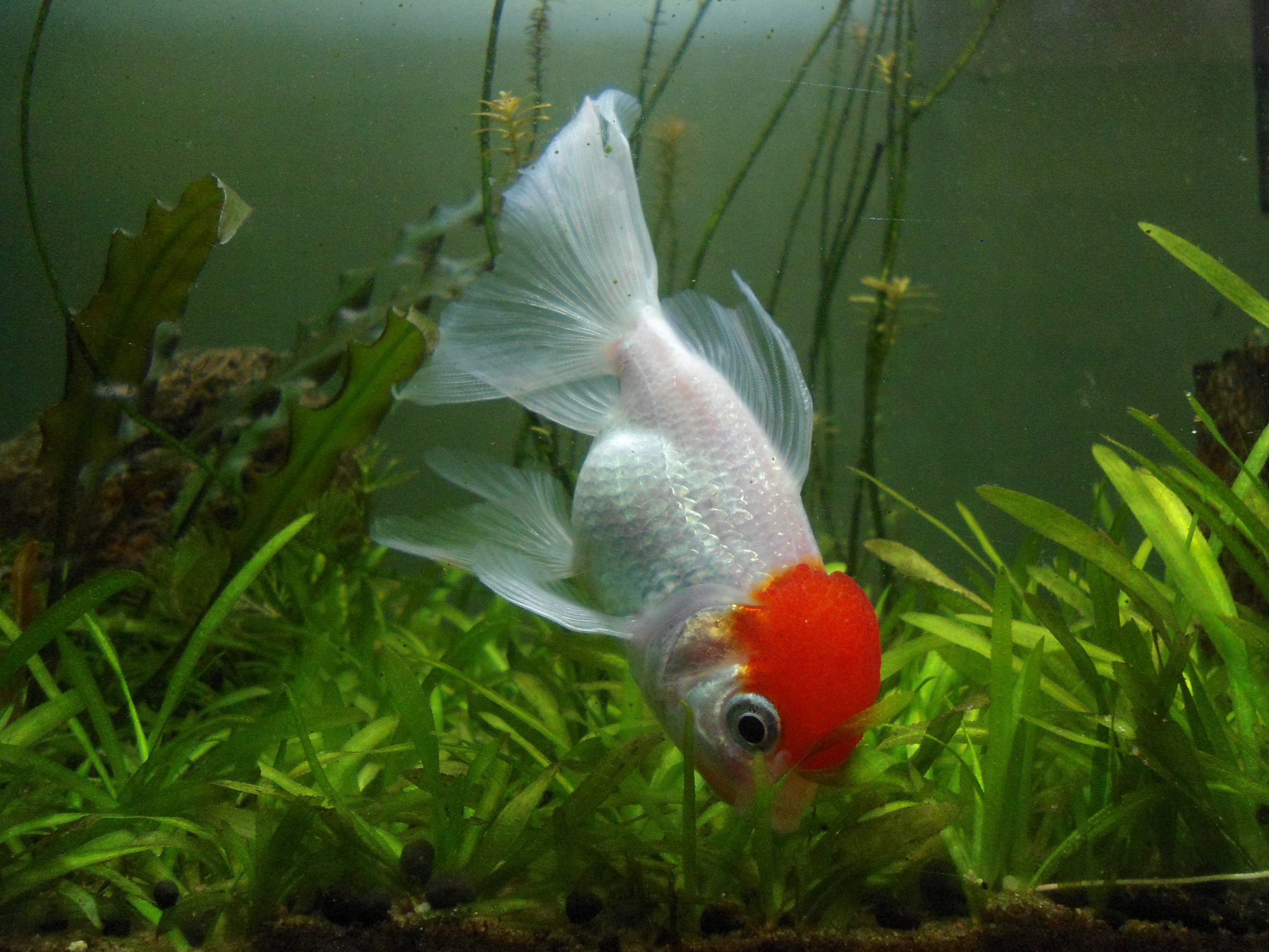
Goldfisch (Carassius auratus)
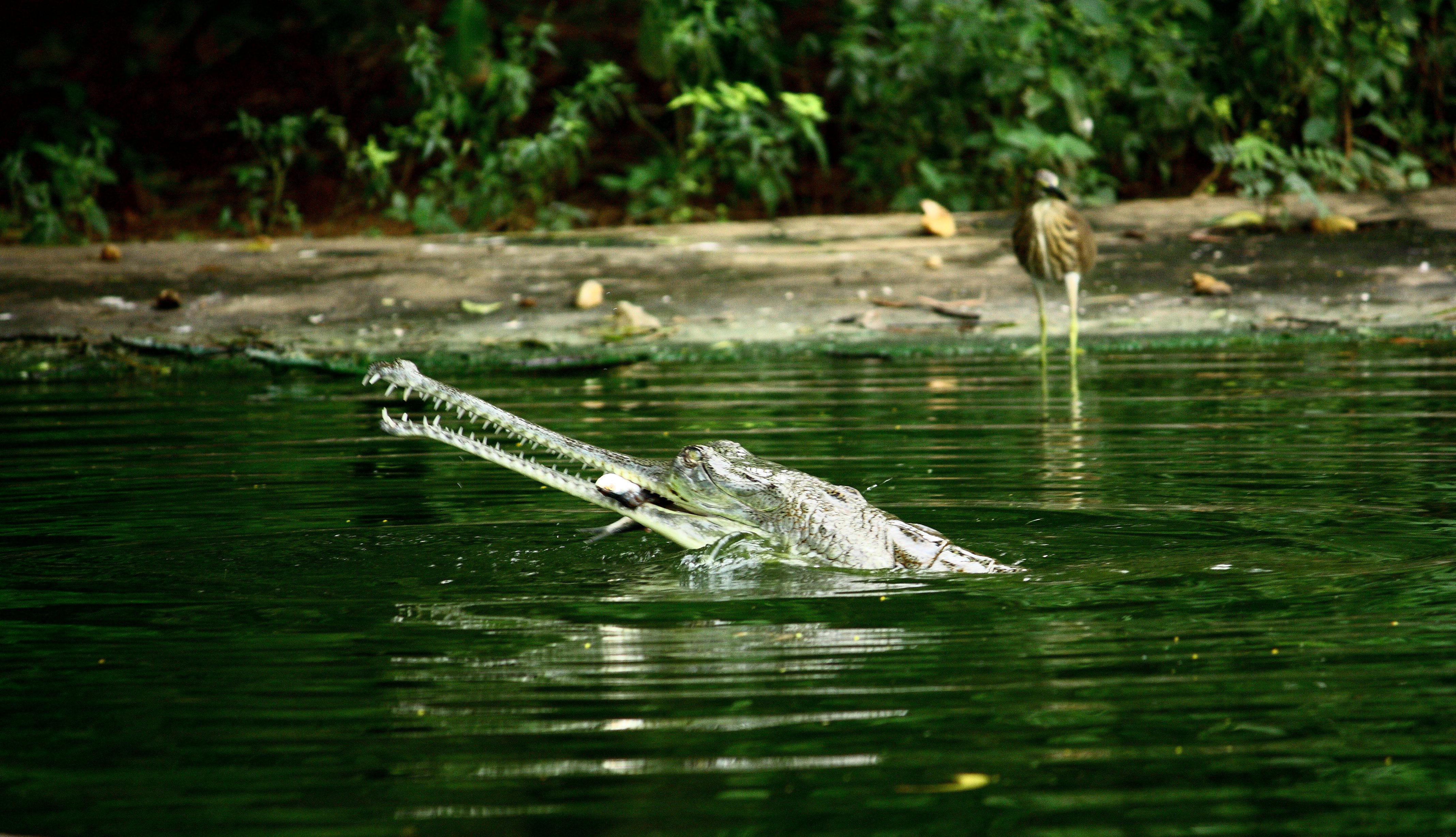
Gangesgavial (Gavialis gangeticus)
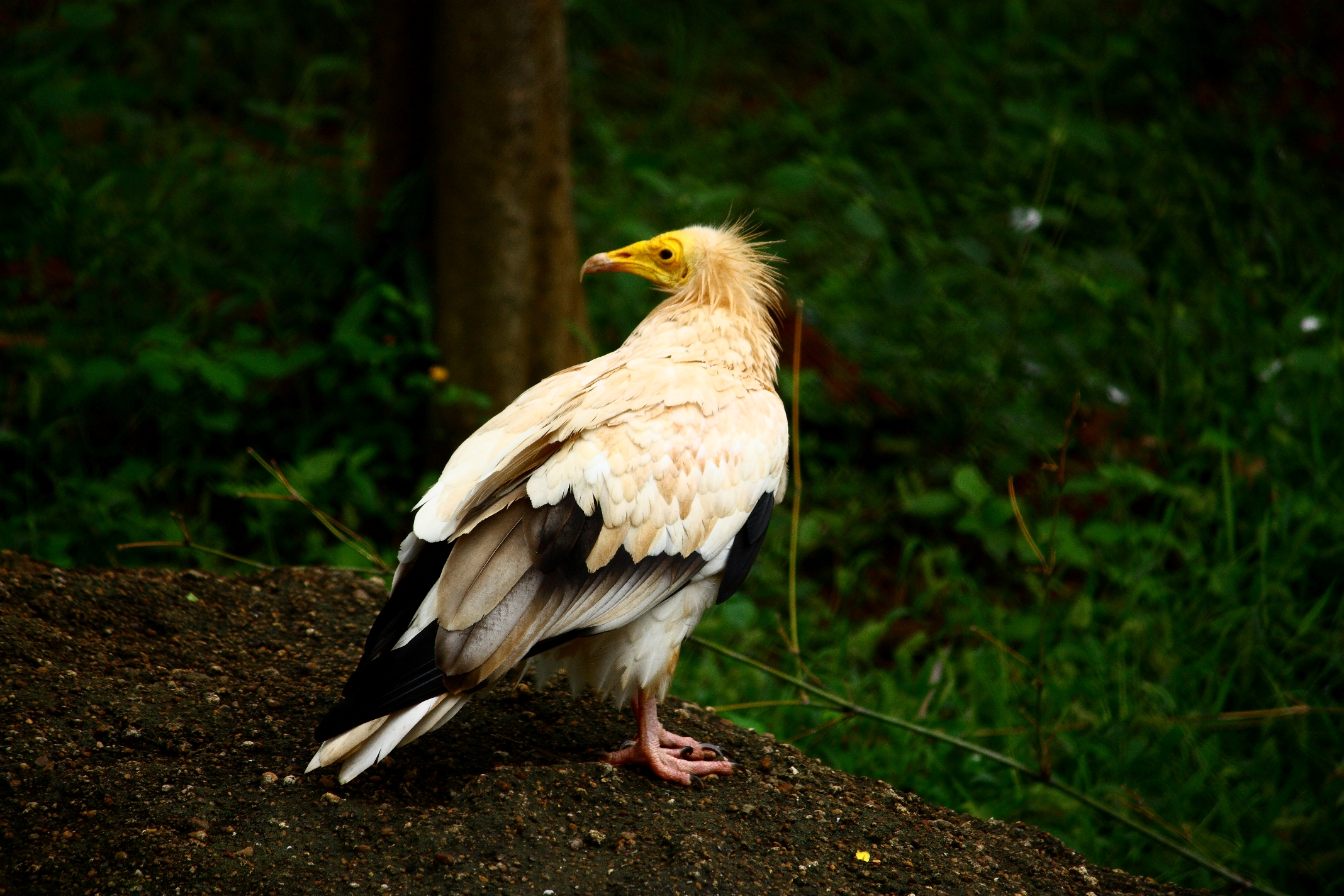
Schmutzgeier (Neophron percnopterus)
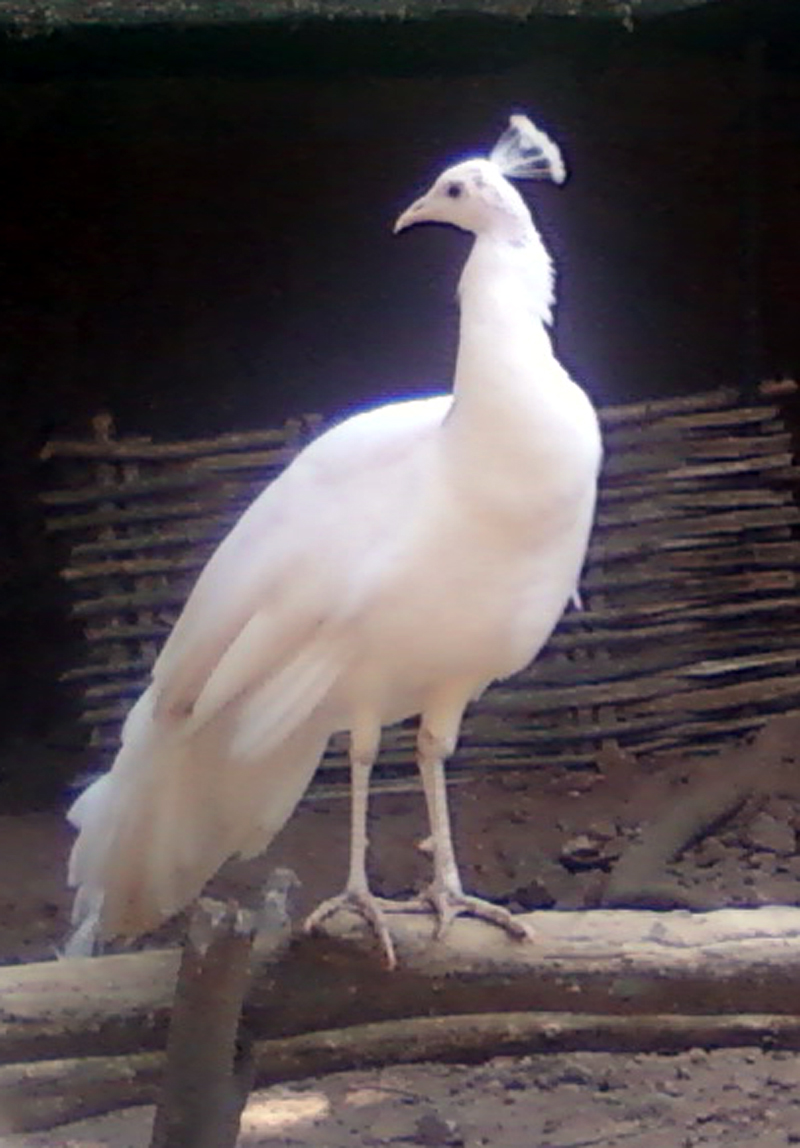
Blauer Pfau (Pavo cristatus), weißes Exemplar